# サウンドテーブルテニス
サウンドテーブルテニスは日本で考案された卓球を模した球技である。

## 起源
1933年に発祥。当時の栃木県足利盲学校の校長が視覚障害者の訓練、リハビリのために始めたとされ、当時は盲人用ピンポンと称していた。年々、競技として楽しむ動きが広がっており2004年からは、「日本視覚障害者卓球連盟」主催の全国大会が毎年開かれている。競技人口は1,000人以上とされている。

## 概要

### ルール
※詳細なルールは、大会や地域によって異なる。
- 審判の「プレー」という声から10秒以内に、サーバーは「いきます」と声を出し、レシーバーが5秒以内に「はい」と言ってから、5秒以内に試合開始。
- 金属が入った音の鳴るピンポン球を、ラバーの貼っていない木製ラケットで、相手コートに打ち返す。
- 打った球が、相手のラケットに触れる前にエンドフレームに当たれば得点。ただし、フレームに当たっても、球が台から落ちたり、打った球がネットに触れて、相手コートに達しなかった場合、相手の得点になる。
- 1ゲーム11点で、5ゲームマッチ。3ゲーム先取したプレーヤーが勝ち。

### 一般的な卓球との違い
- 音の鳴る金属球が4つ入った球を使う。
- 球を転がして打ち合う。
- 卓球台は高さ1.5cm球の落下防止用のエンドフレーム・サイドフレームを設ける。(落下防止用フレームは、段ボールなどで代用可)
- ラバーを貼らない木製のラケットを使う。
- プレイヤーはアイマスク・アイシェードを使う。(種目によって使わないこともある)